# Bồi bàn

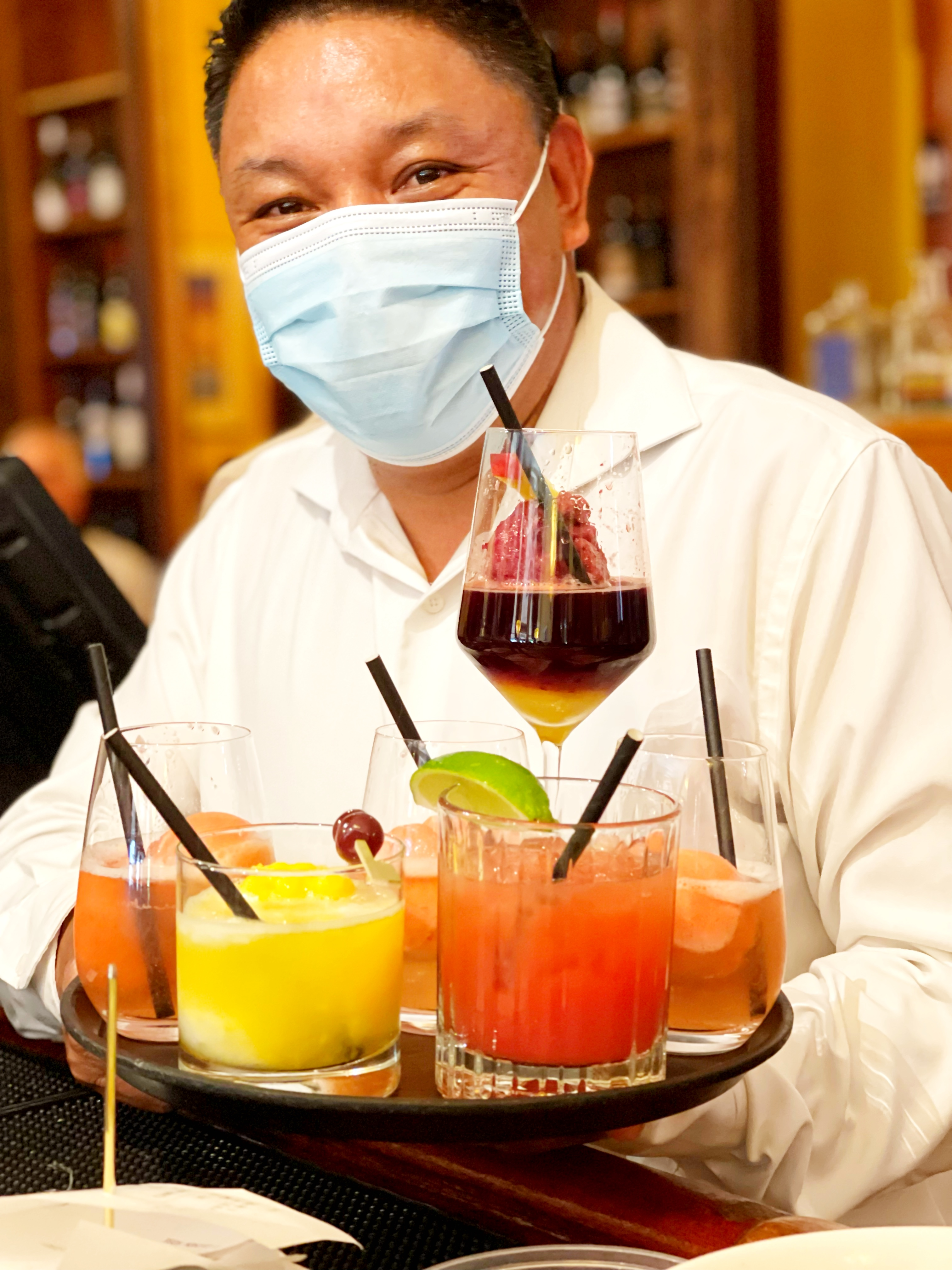
Một nhân viên bồi bàn

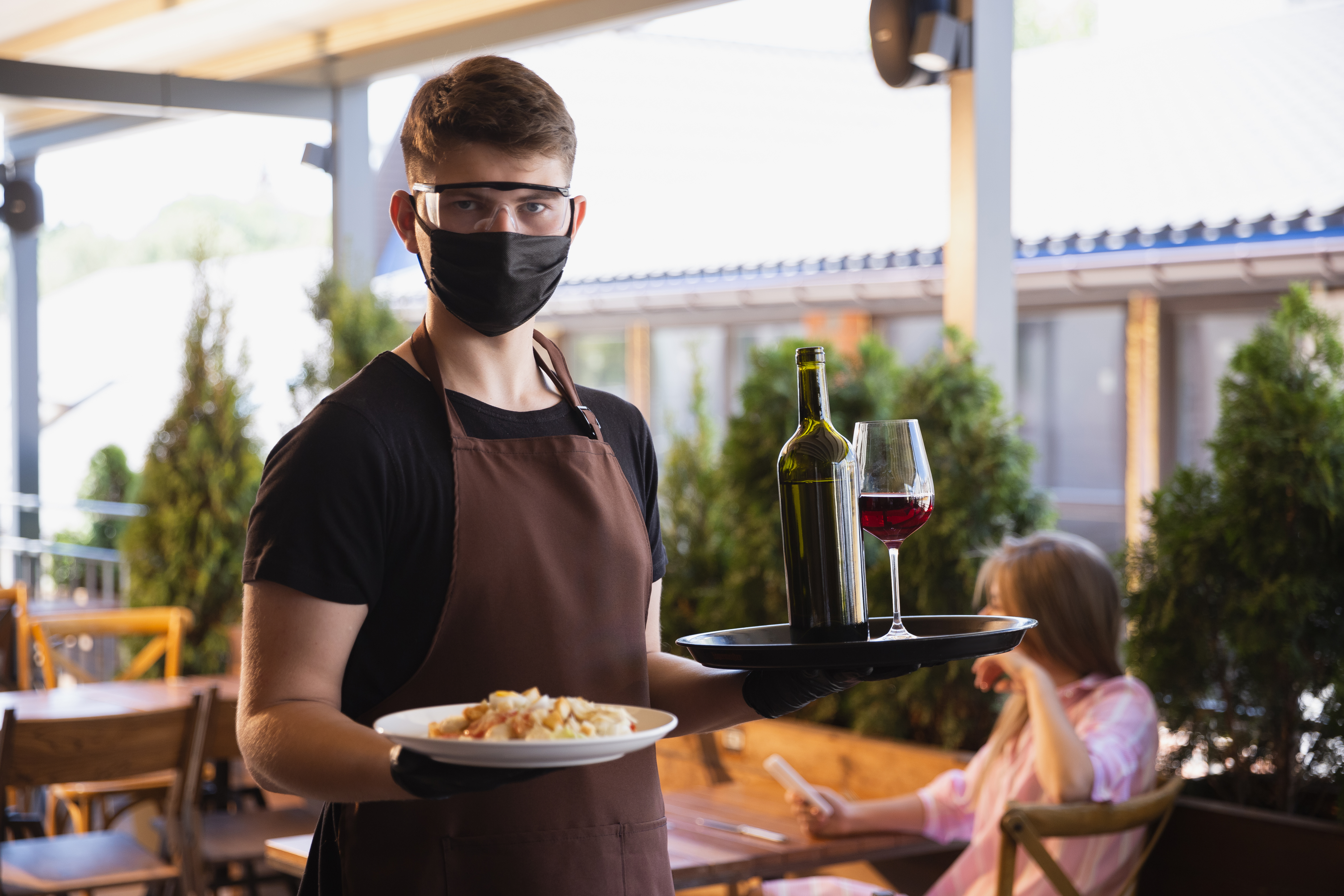
Một thanh niên bồi bàn

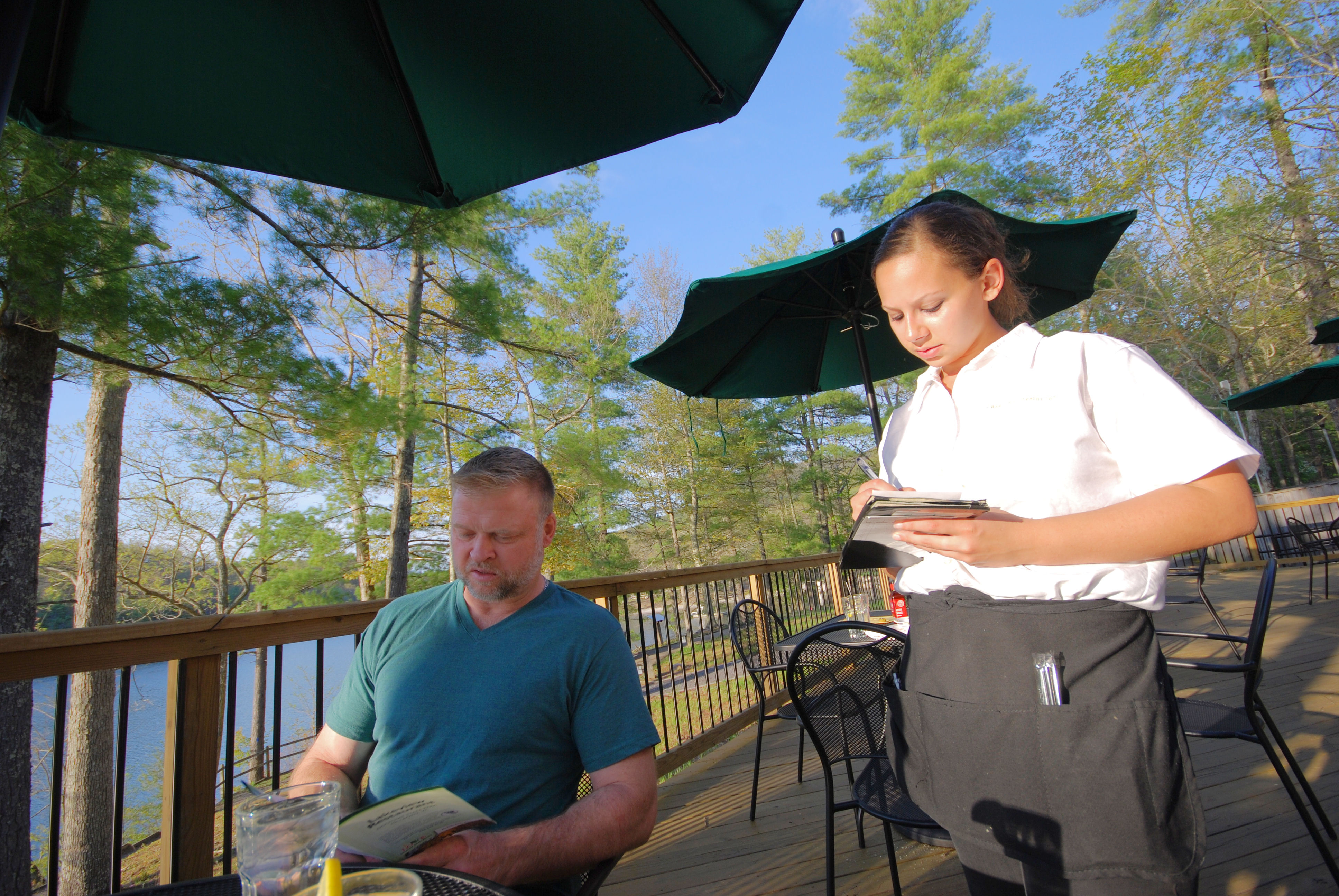
Một cô bé bồi bàn đang ghi chép lại thực đơn do khách kêu

Bồi bàn (hay còn gọi là hầu bàn hay chạy bàn hay nhân viên bàn hoặc gọi là nhân viên phục vụ) là những người được thuê để làm việc tại một nhà hàng hoặc một tụ điểm ẩm thực cố định hoặc lưu động (trong các tiệc cưới, liên hoan, bữa tiệc, yến tiệc) để phục vụ cho khách hàng bằng việc cung cấp dịch vụ (bưng bê, phục vụ) cho khách các món ăn và đồ uống theo yêu cầu của khách khi họ gọi, hay đặt món (oder). Bồi bàn trong truyền thống của người Hoa còn được gọi là tiểu nhị là một thanh niên vắt một cái khăn trên vai, đầu đeo mũ vải chuyên mời chào khách khi họ bước vào quán và hay bưng và rót trà ra mời khách và ghi thực đơn. Bồi bàn đôi khi được nhận tiền "bo" từ khách, họ luôn sẵn sàng để chờ khách đưa ra yêu cầu và phục vụ tận tình cho khách.
Dịch vụ bồi bàn chính là một phần của khu vực dịch vụ và một trong những nghề phổ biến nhất tại Hoa Kỳ. Văn phòng Lao động Hoa Kỳ ước tính đến tháng 5 năm 2008, đã có hơn 2,2 triệu người làm làm công việc bồi bàn. Bồi bàn hiện đại được trang bị đồng phục chỉnh tề. Nhiệm vụ của bồi bàn bao gồm lên thực đơn để chuẩn bị cho một bữa ăn, ghi thực đơn của khách hàng, phục vụ đồ uống và thực phẩm, và thực hiện vệ sinh, dọn vén trước, sau và trong phần ăn khi thực khách đang dùng (thông thường khi hết một món thì bồi bàn sẽ dọn những chén, bát, đồ thừa đi để chuẩn bị lên món mới). Bồi bàn thường mặc đồng phục màu đen và trắng với một tạp dề dài màu trắng (kéo dài từ thắt lưng đến mắt cá chân).